# 加藤壮門
加藤 壮門（かとう まさと、1985年8月30日 -　）は、日本の俳優。千葉県出身。血液型はB型。

## 来歴
1985年8月30日、千葉県で生まれる。スターダストプロモーションに在籍し、2004年にドラマ「19borders」へ出演した。

## 主な出演作品

### テレビ
- 19borders

### CM
- 山崎製パン 超芳醇（2004年、酒井美紀の弟役）[1]
- ミニストップ トロピカルマンゴーパフェ 高校生カップル編
- NTTドコモ九州 長男役
- 代々木ゼミナール

### その他
- 雑誌 ポポロ（2002年2月号、2004年12月号）

### 備考
- ドラマ「19borders」出演時のインタビュー動画はこちら